# Михайло-Олександрівська сільська рада
Миха́йло-Олекса́ндрівська сільська́ ра́да — колишня адміністративно-територіальна одиниця та орган місцевого самоврядування в Березівському районі Одеської області. Адміністративний центр — село Михайло-Олександрівка.

## Загальні відомості
Михайло-Олександрівська сільська рада утворена в 1989 році.
- Територія ради: 49,427 км²
- Населення ради: 806 осіб (станом на 2001 рік)
- Територією ради протікає річка Тилігул

## Населені пункти
Сільській раді підпорядковані населені пункти:
- с. Михайло-Олександрівка
- с. Веселинівка

## Населення
За переписом населення 2001 року в сільській раді мешкало 806 осіб.

### Мова
Розподіл населення за рідною мовою за даними перепису 2001 року:
| Мова       | Відсоток |
| ---------- | -------- |
| українська | 79,78 %  |
| російська  | 3,85 %   |
| гагаузька  | 0,25 %   |
| молдовська | 0,25 %   |

## Склад ради
Рада складається з 12 депутатів та голови.
- Голова ради: Безродній Віктор Васильович
- Секретар ради: Панасенко Любов Євгенівна

### Керівний склад попередніх скликань
| Прізвище, ім'я, по батькові | Основні відомості                                                                       | Дата обрання | Дата звільнення |
| --------------------------- | --------------------------------------------------------------------------------------- | ------------ | --------------- |
| Поточенко Наталя Іванівна   | Сільський голова, 1953 року народження, позапартійна                                    | 26.03.2006   | 31.10.2010      |
| Безродній Віктор Васильович | Сільський голова, 1955 року народження, освіта середня спеціальна, член Партії регіонів | 31.10.2010   | 25.10.2020      |

Примітка: таблиця складена за даними сайту Верховної Ради України

### Депутати
За результатами місцевих виборів 2010 року депутатами ради стали:

#### За суб'єктами висування
| Суб'єкт висування | Кількість обраних депутатів | %    |
| ----------------- | --------------------------- | ---- |
| Самовисування     | 7                           | 58,3 |
| Партія регіонів   | 5                           | 41,7 |

#### За округами
| № округу        | Прізвище, ім'я, по батькові        | Дата визнання обраним | Освіта  | Партійна приналежність                        | Відомості про обраного депутата                                    |
| --------------- | ---------------------------------- | --------------------- | ------- | --------------------------------------------- | ------------------------------------------------------------------ |
| Партія регіонів |                                    |                       |         |                                               |                                                                    |
| 2               | Вандар Наталія Григорівна          | 03.11.2010            | вища    | член Партії регіонів                          | Михайло-Олександрівська загальноосвітня школа, вчитель             |
| 3               | Доценко Валентина Анатолівна       | 03.11.2010            | середня | член Партії регіонів                          | ПП «Чешське», завідувачка складом                                  |
| 4               | Лебеденко Тетяна Михайлівна        | 03.11.2010            | вища    | член Партії регіонів                          | Михайло-Олександрівська загальноосвітня школа, вчитель             |
| 8               | Бойко Галина Василівна             | 03.11.2010            | вища    | член Партії регіонів                          | Михайло-Олександрівська бібліотека, бібліотекар                    |
| 10              | Красночубенко Анатолій Миколайович | 03.11.2010            | середня | член Партії регіонів                          | одноосібник                                                        |
| Самовисування   |                                    |                       |         |                                               |                                                                    |
| 1               | Поточенко Валентина Леонідівна     | 03.11.2010            | вища    | член Всеукраїнського об'єднання «Батьківщина» | Михайло-Олександрівська загальноосвітня школа, технічний працівник |
| 5               | Безшляга Юлія Аркадіївна           | 03.11.2010            | середня | позапартійна                                  | тимчасово не працює                                                |
| 6               | Панасенко Любов Євгенівна          | 03.11.2010            | вища    | позапартійна                                  | Михайло-Олександрівська сільська рада, секретар                    |
| 7               | Поточенко Наталія Іванівна         | 03.11.2010            | вища    | позапартійна                                  | пенсіонер                                                          |
| 9               | Патлаєнко Анастасія Іванівна       | 03.11.2010            | середня | позапартійна                                  | Ширяєвський центр поштового зв‘язку № 4, завідувач відділу         |
| 11              | Гаврот Олександр Романович         | 03.11.2010            | середня | позапартійний                                 | Веселинівський сільський клуб, завідувач                           |
| 12              | Провазнік Радислав Ярославович     | 03.11.2010            | середня | позапартійний                                 | тимчасово не працює                                                |